# Geiserich

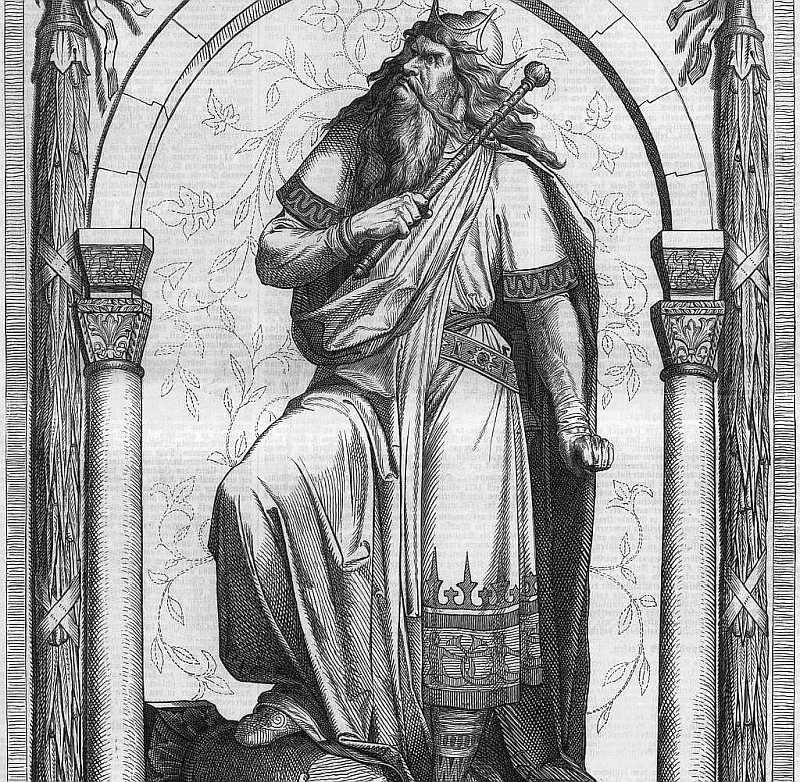
Vandalen-König Geiserich, dargestellt von Julius Naue (1869)

Geiserich (auch Genserich, Gaiserich oder wandalisch Gaisarīks bedeutet „Speerfürst“; * um 389 am Plattensee, Pannonien; † 25. Januar 477 in Karthago) war König bzw. rex der Vandalen von 428 bis 477 und Gründer des Vandalischen Reiches im römischen Africa.

## Leben
Geiserich wurde um 389 als unehelicher Sohn des vandalischen Anführers Godigisel und einer versklavten Römerin geboren. Godegisel war einer der Anführer (rex) eines vor allem, aber nicht nur, aus Vandalen und Alanen bestehenden Kriegerverbandes, der sich seit 409 in Spanien aufhielt. Ob man rex mit „König“ übersetzen kann, ist im Kontext der Völkerwanderungszeit umstritten.
Nach dem Tod seines Halbbruders Gunderich wurde Geiserich im Jahr 428 dessen Nachfolger als rex Vandalorum et Alanorum (König der Vandalen und Alanen). Gunderichs Witwe und Söhne ließ er ermorden, um seine Herrschaft zu sichern. Geiserich hatte drei Söhne, nämlich Hunerich, Theuderik († 479/81) und Gento († vor 477), sowie möglicherweise eine namentlich nicht bekannte Tochter. Die Namen seiner Gemahlinnen sind nicht überliefert.
Der vandalische Verband hielt sich zu dieser Zeit weiterhin in Spanien auf, wurde aber unter anderem von den als foederati in römischen Diensten stehenden Westgoten bedrängt. Im Jahr 429 setzten die Vandalen zusammen mit den Alanen von Iulia Traducta aus nach Nordafrika über (siehe auch Völkerwanderung). Der Hintergrund ist umstritten. Nach dem spätantiken Historiker Prokopios von Caesarea wurde Geiserich angeblich vom weströmischen Feldherrn Bonifatius zu Hilfe gerufen, der sich mit Flavius Felix, dem obersten Heermeister des Westreichs, zerstritten hatte. In der modernen Forschung ist jedoch umstritten, ob die Geschichte Prokops im Kern auf Fakten basiert. Als wahrscheinlicher gilt vielen Forschern, dass es sich um ein sorgfältig geplantes, die gegenwärtige militärische Schwäche Roms ausnutzendes Unternehmen handelte. Bereits andere Heerführer wie Alarich I. und Athaulf hatten zuvor versucht, das strategisch sehr wichtige Africa einzunehmen; die Idee war also naheliegend. Schon 425 hatten die Vandalen zudem ihre nautischen Fähigkeiten unter Beweis gestellt und waren bis zur Provinz Mauretania gesegelt. Salvianus von Massilia behauptet sogar, dass Geiserich die Eroberung Afrikas als eine ihm von Gott gestellte Aufgabe gesehen habe.

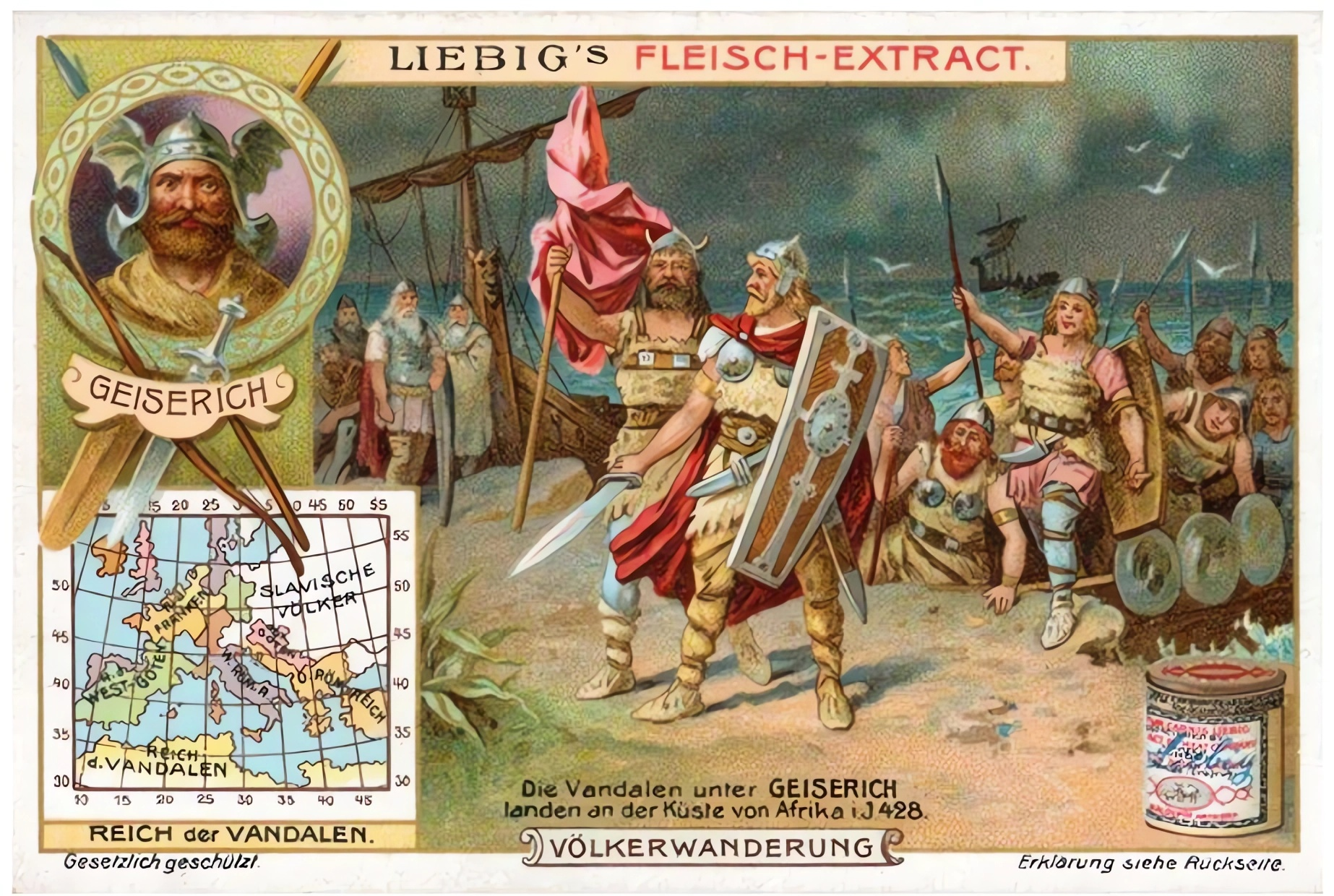
Künstlerische Darstellung der Landung in Afrika

15.000 bis 20.000 Krieger mit ihren Frauen und Kindern – zusammen etwa 80.000 Menschen – gingen jedenfalls in Afrika an Land (vielleicht in Tingis, vielleicht aber auch weiter östlich) und begannen zunächst ihren Marsch nach Osten in Richtung Karthago. Neben Vandalen und Alanen gehörten dem Verband auch Soldaten anderer Herkunft an, insbesondere wohl Goten. Da sie die stark befestigte Stadt Karthago nicht einnehmen konnten, wandten sie sich wieder nach Westen und zogen die Küste entlang nach Hippo Regius. Auf ihrem Weg dorthin kam es zum Kampf mit dem inzwischen vom Kaiser als comes Africae bestätigten Bonifatius, in dem die Vandalen Sieger blieben. Bonifatius, der nur über schwache Truppenkontingente verfügte, musste sich mit dem Rest seiner Streitkräfte in die Stadt zurückziehen. Der Kirchenvater Augustinus war zu dieser Zeit Bischof der Stadt. Im Juni 430 begannen die Vandalen die Belagerung der Stadt, die erst 431, nach vierzehn Monaten, fiel. Bonifatius, dem es gelungen war, vor dem Fall aus der Stadt zu entkommen, schloss sich mit dem vom oströmischen Reich entsandten Heermeister Aspar zusammen. Zwei Jahre später (432) kam es erneut zu einer Schlacht zwischen Römern und Vandalen; wieder blieben Letztere aber Sieger. Während Aspar nun die Verteidigung Karthagos übernahm, kehrte Bonifatius an den Hof nach Ravenna zurück, um dort den Posten als oberster Heermeister des Westreiches zu übernehmen und gegen seinen Rivalen Flavius Aëtius zu kämpfen. In diesem Bürgerkrieg fand er allerdings den Tod.

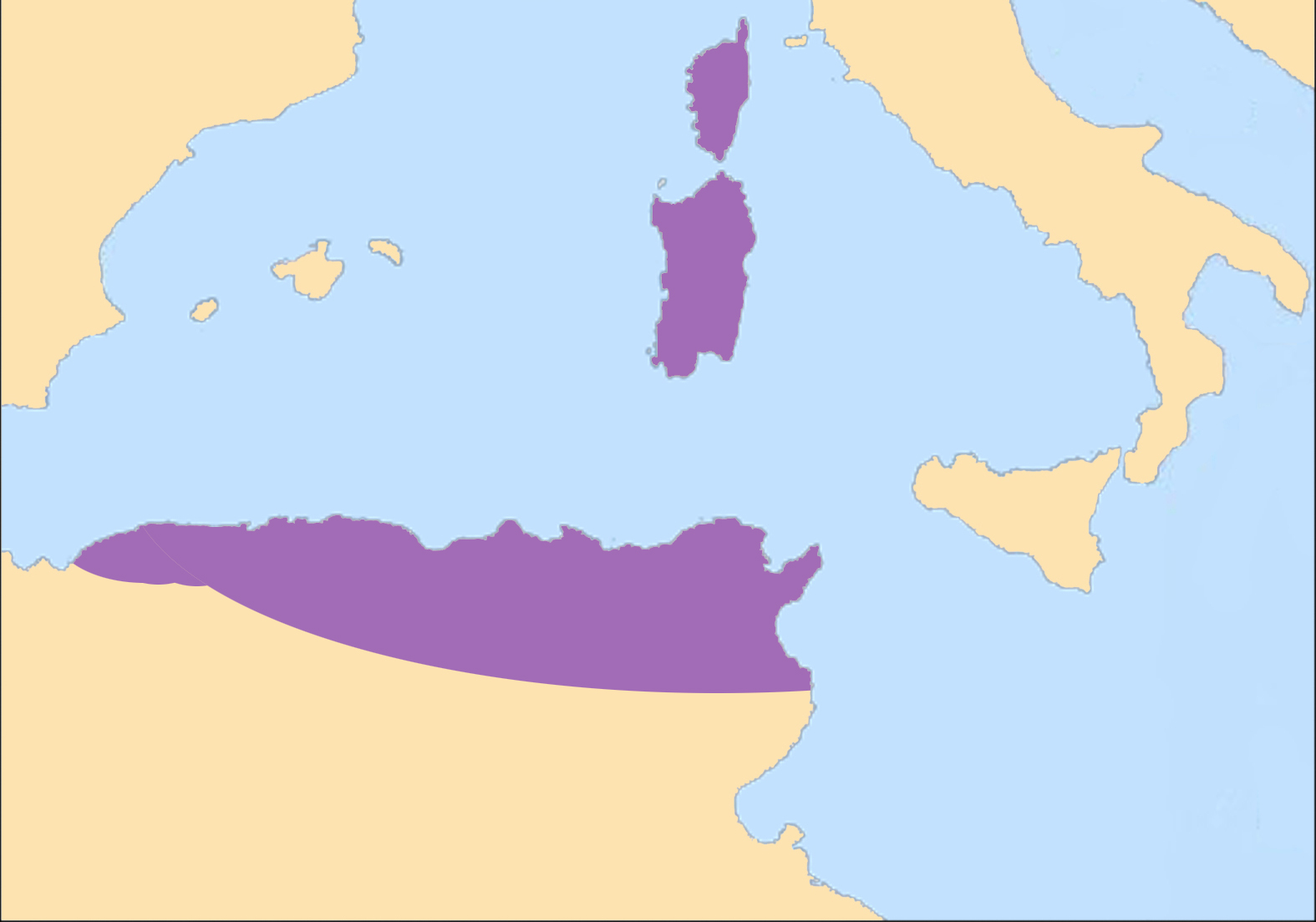
Vandalenreich um 455

Geiserich konnte schließlich 435 einen offiziellen Bündnisvertrag (foedus) mit Ravenna, wo inzwischen Aëtius der starke Mann war, schließen, der ihm die Kontrolle wichtiger Gebiete überließ. Nachdem die Römer vier Jahre später (439) eine schwere Niederlage gegen die Westgoten erlitten hatten, nutzte Geiserich die günstige Gelegenheit, brach das foedus und nahm am 19. Oktober 439 die Metropole Karthago ein. Im Jahr 441 scheiterte eine römische Gegenoffensive, und im folgenden Jahr (442) wurde Geiserich durch ein neues foedus als erster rex eines „germanischen“ Reiches auf dem Boden des Imperiums vom weströmischen Kaiser Valentinian III. faktisch als eigenständiger Herrscher anerkannt, auch wenn Africa offiziell Teil des Imperium Romanum blieb. Der Vertrag sah zudem vor, dass Geiserichs Sohn Hunerich die Kaisertochter Eudocia heiraten solle, sobald diese alt genug sein würde. Hunerichs bisherige Gattin, eine Tochter des westgotischen rex, wurde verstümmelt zu ihrem Vater geschickt. Geiserich leistete aber später Aëtius keine Unterstützung in seinen Kämpfen gegen die Hunnen, sondern scheint sich 450 vielmehr mit Attila gegen Aëtius und die Westgoten verbündet zu haben.
In Africa etablierte Geiserich, der noch im Jahr 442 eine Verschwörung blutig unterdrücken musste (vielleicht gehört die Verstümmelung der gotischen Prinzessin auch erst in diesen Zusammenhang), ein Reich, welches für fast hundert Jahre bestand und vor allem für den weströmischen Staat und Italien eine ernsthafte Bedrohung darstellte. Africa war dicht besiedelt und galt als die Kornkammer Roms und Italiens; es war somit von enormer strategischer und wirtschaftlicher Bedeutung und erbrachte gewaltige Steuereinnahmen, die Westrom nun fehlten, was fatale Folgen haben sollte. Geiserich konnte nun den Kaiser erpressen, griff seit 440 immer wieder in die weströmische Innenpolitik ein und stoppte zu diesem Zweck wiederholt die lebenswichtigen Getreidelieferungen nach Rom. Allerdings stellten die vandalischen Krieger nur eine dünne Oberschicht – moderne Schätzungen gehen von circa 10 Millionen Römern beziehungsweise Romanen und kaum 100.000 Vandalen aus. In der jüngsten Forschung wird zudem betont, dass die Vandalen früh gründlich romanisiert wurden und die vandalische Sprache schnell ausstarb. Karthago wurde zur Hauptstadt, in der Geiserich die Vandalen verstärkt ansiedelte. Lateinische Dichtung und Rhetorik blühten. Zwar schrumpfte die Stadt, die vor 439 über 200.000 Einwohner gezählt hatte; doch die Wirtschaft profitierte davon, dass die Überschüsse nicht mehr nach Italien abgeführt werden mussten. Der König schuf eine bedeutende Flotte und eroberte Stützpunkte auf Sardinien, Korsika und den Balearen sowie einen Teil von Sizilien.
Im Jahr 455 griff Geiserich in die nach der Ermordung Valentinians III. in Italien ausgebrochenen Wirren ein. Nach der Plünderung Roms brachte er die weströmische Kaiserinwitwe Licinia Eudoxia, der nachgesagt wurde, dass sie Geiserich gegen den Usurpator Petronius Maximus zu Hilfe gerufen hatte, mit ihren beiden Töchtern Eudocia und Placidia nach Africa. Hunerich heiratete dort 456 Eudocia, mit der er ja schon seit über 10 Jahren verlobt war. Sein Sohn aus dieser Ehe sollte später der vorletzte vandalische rex sein.
Immer wieder versuchte man, Geiserich aus Africa zu vertreiben, um die Handlungsfähigkeit der weströmischen Regierung wiederherzustellen.
Im Jahr 460 zerstörte Geiserich große Teile einer weströmischen Flotte in Spanien, die von Kaiser Majorian gegen ihn in Marsch gesetzt worden war (Schlacht bei Cartagena). Eine weitere, noch sehr viel größer angelegte Landungsoperation West- und Ostroms konnte Geiserich 468 mit viel Glück und dank des Versagens des römischen Feldherrn Basiliskos zurückschlagen. Im Jahr 472 gelang es ihm dann, die Erhebung seines Verwandten Olybrius, des Schwagers der Eudocia, zum neuen Westkaiser durchzusetzen; dieser starb allerdings kurz darauf. Geiserich krönte sein Lebenswerk zwei Jahre später (474) durch ein foedus mit dem oströmischen Kaiser Zeno, in dem ihm und seinen legitimen Nachfolgern die Herrschaft über Karthago garantiert wurde.
Geiserich starb am 25. Januar 477, sein Nachfolger wurde sein Sohn Hunerich. Seine Nachfolge wurde, seinen Vorschriften gemäß, fortan als Seniorat geregelt. Das Vandalenreich bestand als Vertragspartner des Römischen Reiches fort, bis im Jahr 530 sein Enkel Hilderich vom Usurpator Gelimer entthront wurde. In den kommenden Jahren wurde das Reich von Ostrom militärisch zerschlagen.
Geiserich gehörte zu den bedeutendsten Gestalten der Völkerwanderungszeit, er wird in den Quellen als kriegerisch und dennoch weise beschrieben; sein Organisationstalent hatte er mit der Überführung der Vandalen und der Ansiedlung in Africa bewiesen, wenn es auch im Land zu starken Spannungen zwischen den arianischen Vandalen und den katholischen Romanen kam. Sein Ziel war es, seinem Verband den dauerhaften Besitz des reichen Africa zu sichern; aus diesem Grund griff er immer wieder in die Bürgerkriege ein, die die letzten Jahrzehnte Westroms prägten, und trug so entscheidend zur Destabilisierung des Reiches bei.

## Denkmäler

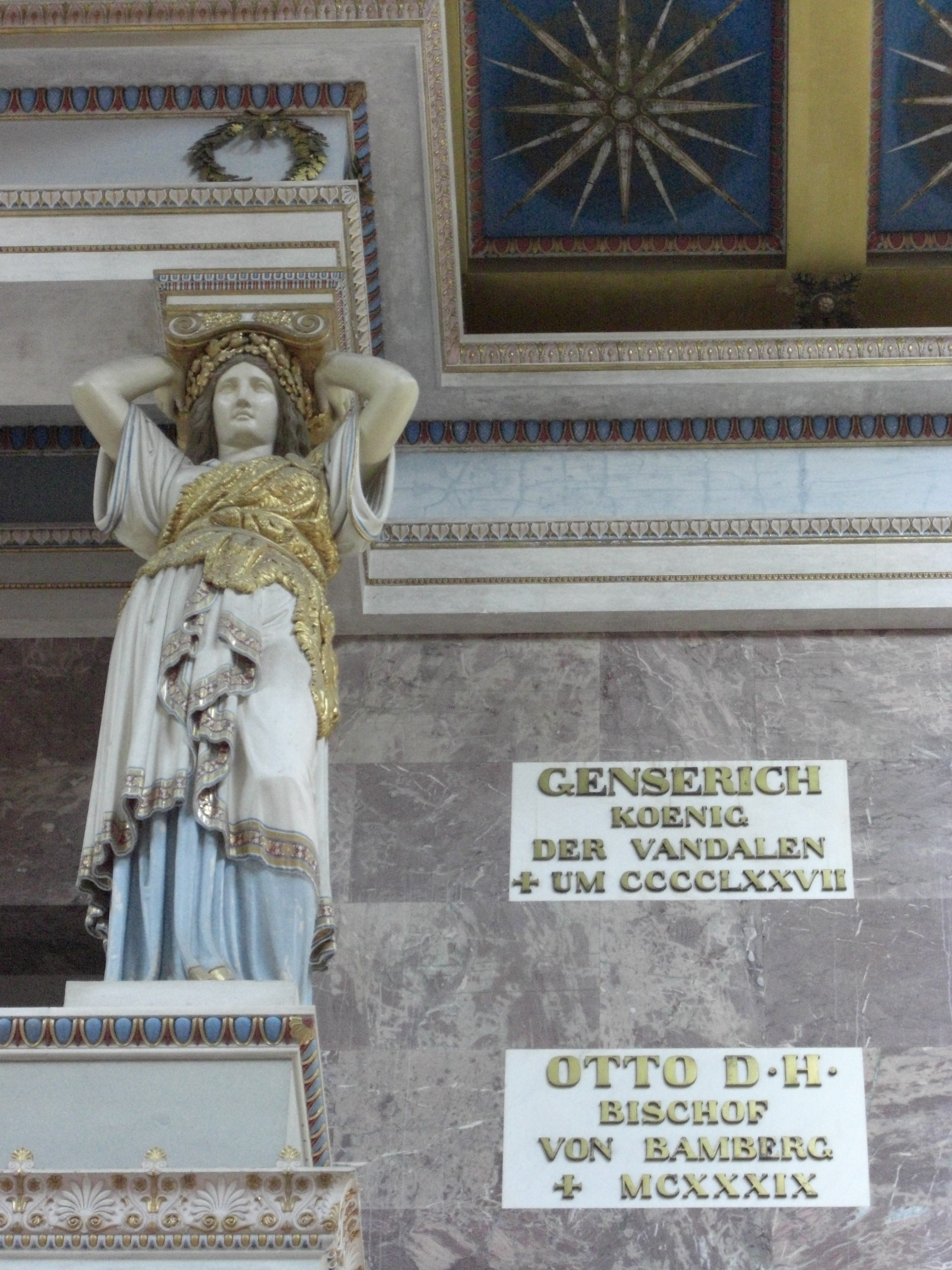
Erinnerung an Geiserich in der Walhalla

Eine Gedenktafel für ihn fand Aufnahme in die Walhalla bei Regensburg, da Geiserich als Germane im 19. Jahrhundert als „Vorfahr der Deutschen“ galt.